# Pop the Trunk
«Pop the Trunk» — сингл американського репера Yelawolf, виданий 27 липня 2010 р. Пісня спершу з'явилася на мікстейпі Trunk Muzik. Трек є найвідомішою композицією виконавця.. Концепція пісні обертається навколо життя в Ґадсдені, штат Алабама, де виріс репер. Yelawolf просто описує своє оточення й різні події, свідком котрих він став. Виконавець заявив в інтерв'ю, що «Pop the Trunk» став першим треком, записаним для Trunk Muzik, перший куплет є по суті проявом поваги до вітчима, який виховав його. Назва пісні — сленговий вираз, що означає «дістати вогнепальну зброю з багажника автівки».

## Відеокліп
Сюжет відео придумав Yelawolf. Режисер: Motion Family. Кліп включає в себе різні елементи культури сільського Півдня США. Першу частину зняли в батьківському домі репера, у лісистому районі Ґадсдену. Матір сокиркою рубає м'ясо на ґанку, над головою у неї висить мертвий олень. Вітчим ремонтує старий пікап Chevrolet, бере помповий дробовик Моссберґ, вбиває грабіжника, котрий увірвався на його приватну територію.
У другій сцені Yelawolf сидить на задньому сидінні Chevrolet Monte Carlo й активно читає реп. Приятель виконавця, Shawty Fatt, заїжджає на стоянку винної крамниці й помічає людину, з якою той мав суперечку, дістає з багажника зброю й вбиває її, після чого тікає з Yelawolf на машині. Більша частина кліпу знята вночі, це надає відео моторошну атмосферу. Між основною сюжетною лінією присутні кадри, в яких виконавець читає реп із палаючим відром для сміття на задньому плані, на звалищі металобрухту та в інших місцях (зазвичай на холоді).

## Список пісень
Цифровий сингл
1. «Pop the Trunk» — 3:48